# Neirivue
Neirivue (toponimo francese; in tedesco Schwarzwasser, desueto) è una frazione di 329 abitanti del comune svizzero di Haut-Intyamon, nel Canton Friburgo (distretto della Gruyère).

## Storia

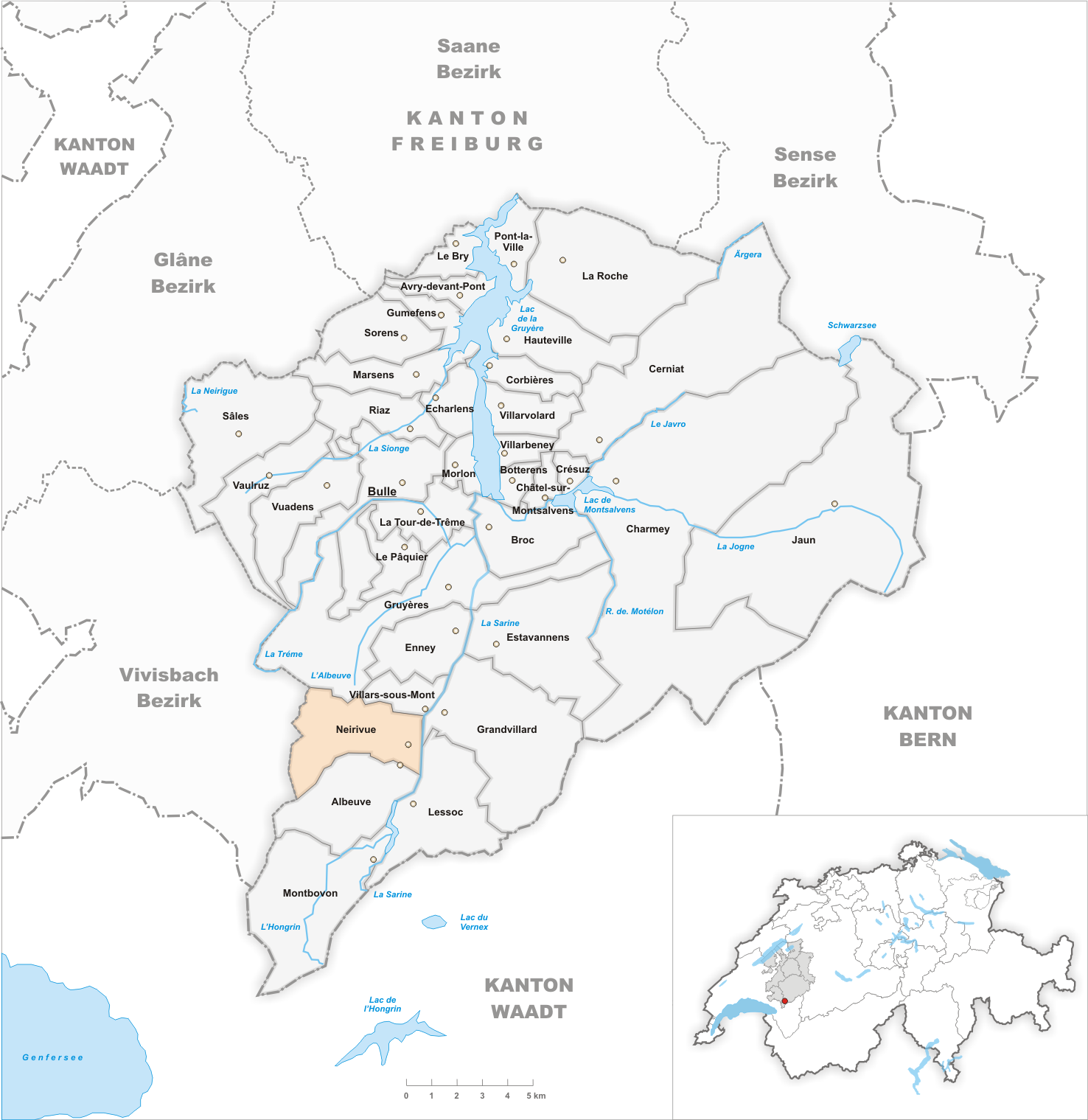
Il territorio del comune di Neirivue prima degli accorpamenti comunali del 2002

Già comune autonomo, il 1º gennaio 2002 è stato accorpato agli altri comuni soppressi di Albeuve, Lessoc e Montbovon per formare il nuovo comune di Haut-Intyamon.

## Monumenti e luoghi d'interesse

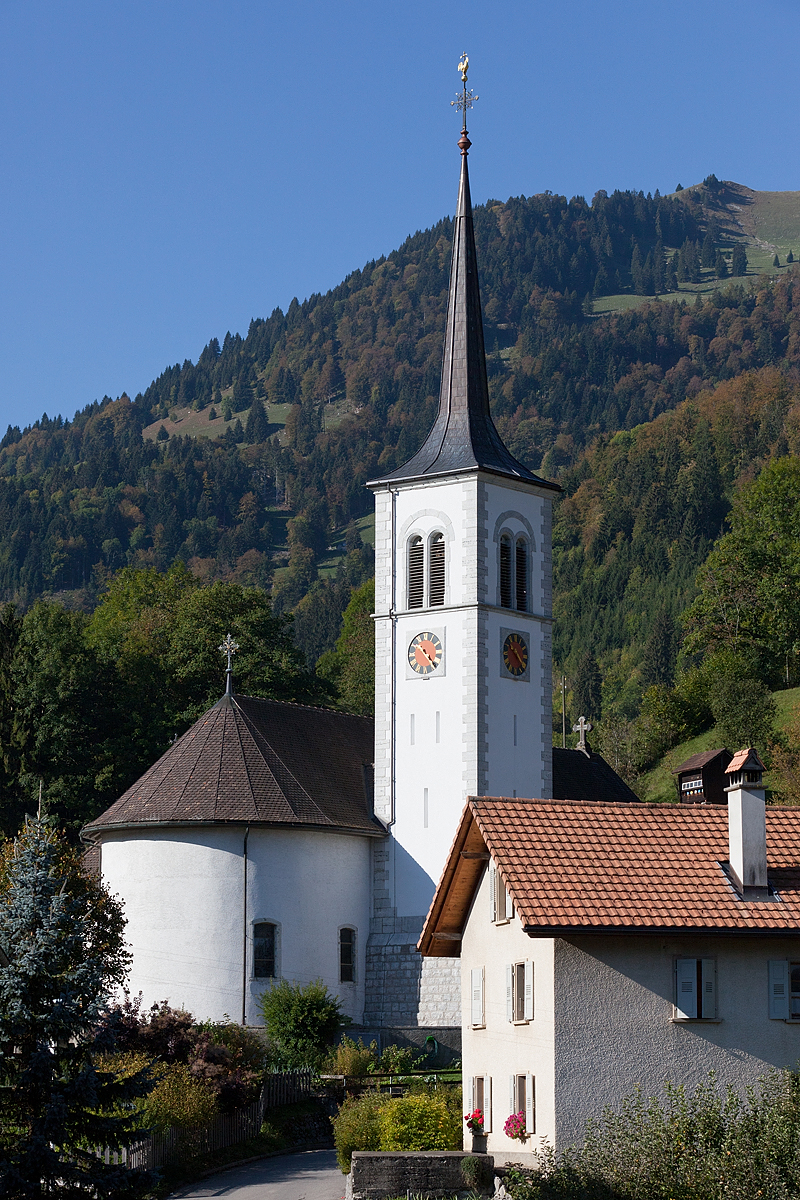
La chiesa cattolica di San Francesco di Assisi

- Chiesa cattolica di San Francesco di Assisi, eretta nel 1609-1614 e ricostruita dopo il 1904[1].

## Società

### Evoluzione demografica
L'evoluzione demografica è riportata nella seguente tabella:
Abitanti censiti

## Infrastrutture e trasporti
Neirivue è servito dall'omonima stazione sulla ferrovia Palézieux-Bulle-Montbovon.

## Amministrazione
Ogni famiglia originaria del luogo fa parte del comune patriziale che ha la responsabilità della manutenzione di ogni bene comune.